# Beloved Rogues
Beloved Rogues er en amerikansk stumfilm fra 1917 af Al Santel.

## Medvirkende
- Clarence Kolb som Louie Vandergriff
- Max Dill som Mike Amsterdammer
- May Cloy som Madge
- Tom Chatterton som Jack Kennedy
- Clarence Burton som Boss Kennedy